# استاد الهيئة العامة للتعليم التطبيقي والتدريب
استاد الهيئة العامة للتعليم التطبيقي والتدريب هو ملعب رياضي يُعد من أحدث الملاعب الرياضية التي افتتحت في الكويت بعد افتتاح استاد جابر الأحمد الدولي المُجدّد في 18 ديسمبر (كانون الأول) 2015. وقد بُني ليُخصص بشكل رئيسي للفرق الأولمبية والجامعية في جميع أنحاء الكويت.

## التاريخ
افتتح استاد الهيئة العامة للتعليم التطبيقي والتدريب رسميًا في 5 يوليو (تموز) 2016، وفي نفس الوقت أعلن عن البدء في إنشاء مشروع آخر، وهو مدينة صباح السالم الجامعية الرياضية. وتزامن الافتتاح مع الإعلان عن استئناف المباريات فور رفع الحظر المفروض من الاتحاد الدولي لكرة القدم.